# Ceriantheopsis austroafricanus
Espèce
Ceriantheopsis austroafricanus est une espèce de cnidaires de la famille des Cerianthidae.

## Systématique
Le nom valide complet (avec auteur) de ce taxon est Ceriantheopsis austroafricanus Molodtsova (d), Griffiths & Acuña (d), 2011.